# 昭和通り (郡山市)

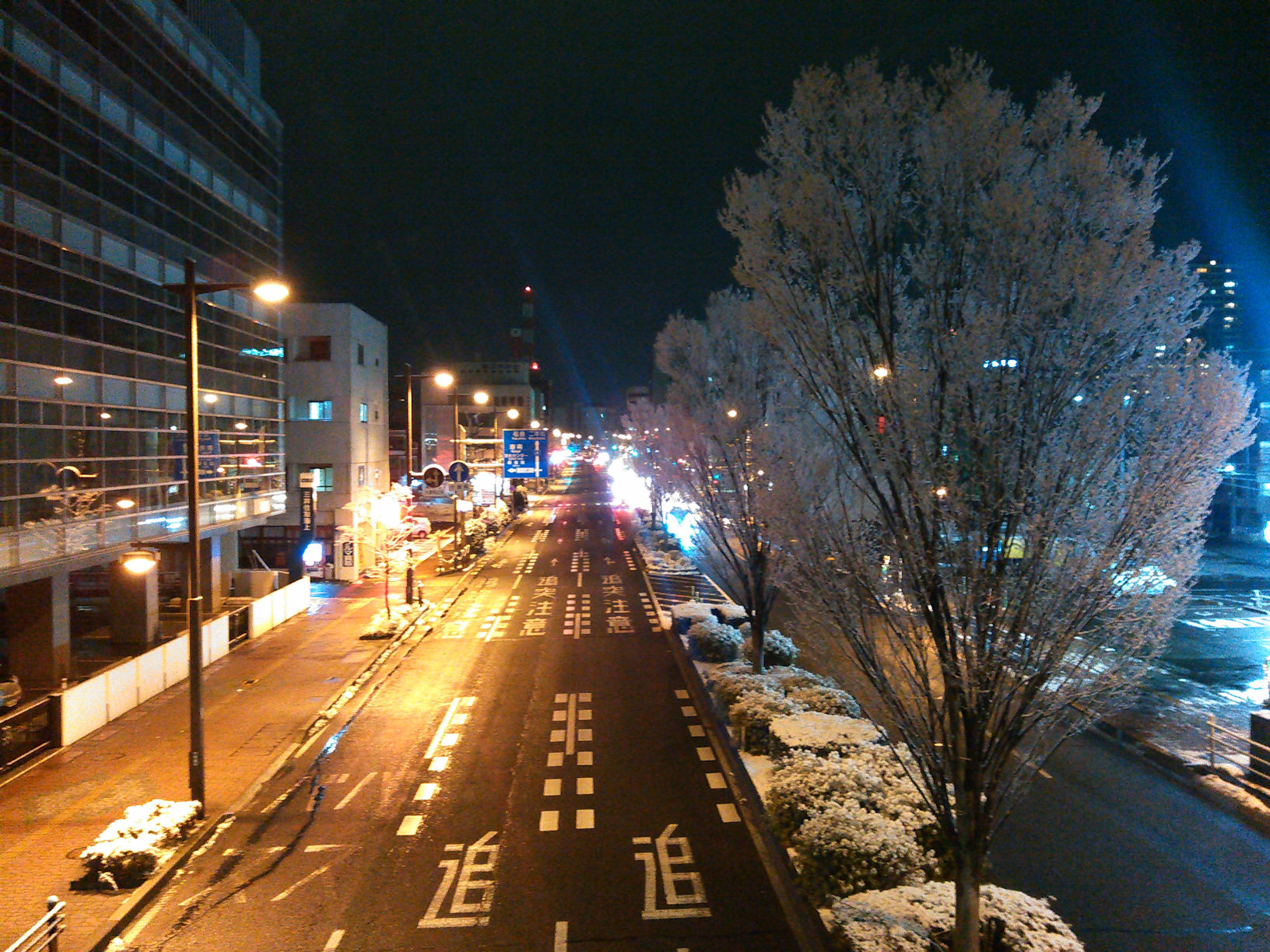
昭和通り 堤下町付近

昭和通り（しょうわどおり）は、福島県郡山市を南北に貫く、2016年（平成28年）まで国道4号だった道路である。特に市内中心部の区間について、この名称が使用されることが多い。

## 概要
昭和時代に国道4号として完成した。以後、南北の交通を担う幹線道路として長年利用されてきた。1981年（昭和56年）には郡山商工会議所により「昭和通り」の愛称がつけられ、郡山警察署前交差点から若葉町交差点の区間に愛称の標識が設置された。
その後、郡山市内での混雑が激しくなったことからあさか野バイパスが建設され、主要な交差点の立体交差化が完成したことから2016年（平成28年）4月1日より降格されて国道4号の指定を外れた。
そして須賀川市の十貫内交差点から郡山駅入口交差点までの区間が福島県道17号郡山停車場線へ、郡山駅入口交差点から若葉町交差点までの区間が福島県道57号郡山大越線へ、若葉町交差点から三春街道入口交差点までの区間が福島県道296号荒井郡山線へ、また、三春街道入口交差点から日和田町のあさか野バイパス合流点までの区間が国道288号へと変更された。
若葉町交差点から南側は全線が片側2車線化されており、一部は片側3車線化されている。片側3車線区間では朝夕の時間帯に左側レーンがバス優先となり、中でも文化通り入口交差点から善導寺前までの区間については、朝夕はバス専用レーンとなる。
なお、市内の本町二丁目交差点から大町交差点までの区間では平成の初期から電線の地中化と歩道のカラー舗装が行なわれた他、中央分離帯が緑化されている。

## 歴史
- 昭和時代 - 国道4号として完成。
- 1981年（昭和56年） - 郡山商工会議所により、郡山市の市街地を走る区間に「昭和通り」の愛称がつけられた。
- 1995年（平成7年）7月 - 並行するあさか野バイパスが全線開通。
- 2016年（平成28年）4月1日 - 国道4号の指定を外れ、複数の県道と国道288号に変更される。

## 交差する主な道路
- 国道49号
- 静御前通り
- 文化通り
- さくら通り
- 美術館通り
- うねめ通り
- 国道288号

## 沿線
- 郡山警察署
- 郡山健康科学専門学校
- 三菱電機 郡山工場
- ホテルC&I
- 福島県商工信用組合 本店
- 郡山消防署
- 善導寺
- 安積国造神社
- ゆうちょ銀行 郡山店・福島パートナーセンター